# أوليغ ملا
أوليغ ملا (بالرومانية: Oleg Molla)‏ هو لاعب كرة قدم مولدوفي في مركز الهجوم، ولد في 22 فبراير 1986 في كيشيناو في مولدوفا. لعب مع زمبرو تشيسيناو ونادي تيراسبول ونادي داسيا كيشيناو.

## وصلات خارجية
- أوليغ ملا على موقع قاعدة بيانات كرة القدم.إي يو (الإنجليزية)
- أوليغ ملا على موقع Soccerway.com (الإنجليزية)